# Масова література
Масова література (або тривіальна) — один з двох потоків сучасного літературного процесу (іншим є елітарна література).
Масова література — розважальна й дидактична белетристика, яка друкується великими накладами і є складовою «індустрії культури». Використовуючи стереотипи масової свідомості й популістську стратегію завоювання публіки, а також примітизувати художні відкриття «високої» літератури, такі твори передбачають спрощене, комфортне читання. Їх типові ознаки — пригодницький або звульгаризований романтичний сюжет, який має зовнішню напружену динаміку і часто щасливий фінал — «хепі-енд».
До масової літератури належать бульварні, лубкові, любовні, детективні, кримінальні романи (бойовики), жанри коміксу, трилеру,  фантастичні романи, фентезі.

## Представники в Україні
Сергій Ухачевський ("Лицедії"), Андрій Коктюха (Шлюбні ігрища жаб", "повернення сентиментального гангстера", "Мама, донька, бандюган") та ін. 

## Дивись також
- Елітарна література
- Жанрова література
- Белетристика